# Datowanie na podstawie rdzeni
Datowanie na podstawie rdzeni – metoda datowania względnego, opiera się na analizie budowy i składu rdzeni głębokomorskich oraz lodowych.
- rdzenie głębokomorskie – analiza skorupek otwornic, które opadają i gromadzą się na dnie oceanu w długim procesie sedymentacji. Skorupki otwornic zawierają izotopy tlenu w węglanie wapnia. Analiza stosunku tych składowych stanowi wskaźnik wahań temperatury. Metoda polega na sortowaniu izotopów. Lżejsze izotopy  16O poprzez parowanie wzbogacają parę. W wyniku ulotnienia się 16O wzrasta zawartość izotopu 18O w wodzie. Im więcej w wodzie jest 16O tym klimat był cieplejszy, im więcej 18O w wodzie tym klimat był chłodniejszy (łatwo parujące 16O były uwięzione w lodowcach). Metoda ta jest bezcenna w rekonstrukcjach zmian środowiskowych.
- rdzenie lodowe – opiera się na analizie warstw sprasowanego lodu tworzącego złoża. Złoża można przeliczyć w warstwy roczne dla ostatnich 2000 lat.